# Poli Genova
Poli Plamenova Genova (bulharsky Поли Пламенова Генова; * 10. února 1987 Sofie, Bulharsko) je bulharská zpěvačka, skladatelka, herečka a televizní moderátorka, která reprezentovala Bulharsko na Eurovision Song Contest v letech 2011 a 2016. V roce 2011 vystoupila s písní „Na inat“, se kterou obsadila v semifinále 12. místo a v roce 2016 s písní „If love was a crime“, kdy se umístila ve finále na 4. místě.

## Biografie
Poli Genova zpívá od svých čtyř let. Během studia angličtiny potkala svého učitele zpěvu, který objevil její talent. Učitel trval na tom, že má schopnosti na to, aby se stala zpěvačkou.
Byla členkou dětské skupiny Bon-Bon, která byla založena v roce 1995. Krátce poté se stala prvním hostem televizní show Bon-Bon, která se stala mediálním fenoménem. Její typický hlas a půvabný úsměv jsou typickými rysy skupiny Bon-Bon. Po letech je Poli stále v blízkém vztahu se skupinou.
Poli Genova vystudovala národní hudební školu Ljubomira Pipkova se zaměřením na klarinet, poté studovala na Národní akademii pro divadelní a filmové umění Krasta Safarova v Sofii. Poli je součástí charitativního projektu UNICEF The Magnificent Six jako zpěvačka pro Azis' Show a Dani Milev Band v 1. ročníku reality show Dancing with the Stars: Bulgaria.
V letech 2005 a 2006 se zúčastnila národního kola pro Eurovision Song Contest jako členka tria Melody.
V roce 2011 reprezentovala Bulharsko s písní „Na inat“, ale nekvalifikovala se do finále.
Byla porotkyní v bulharské verzi X Factoru.
Za svou kariéru vydala celkem 4 alba.

## Diskografie

### Studiová alba
| Název                                 | Podrobnosti                                                                          |
| ------------------------------------- | ------------------------------------------------------------------------------------ |
| 1, 2, 3                               | - Rok vydání: 2013 - Vydavatelství: Bon-Bon Music - Formát: digitální distribuce, CD |
| Tvoja (Твоя)                          | - Rok vydání: 2020 - Vydavatelství: Policanto - Formát: digitální distribuce, CD     |
| Po-dobrata Koleda (По-добрата Коледа) | - Rok vydání: 2022 - Vydavatelství: Policanto - Formát: digitální distribuce, CD     |
| LAST NIGHT                            | - Rok vydání: 2023 - Vydavatelství: Policanto - Formát: digitální distribuce, CD     |

### Singly
| „One Lifetime Is Not Enough“                                  | 2009 | 9  | —  | —   | —  | —  | —   | singl se neobjevil na žádném albu |
| „Na inat“ (На инат)                                           | 2011 | 3  | —  | —   | —  | —  | —   | 1,2,3                             |
| „1, 2, 3“                                                     | 2011 | —  | —  | —   | —  | —  | —   | 1,2,3                             |
| „Dve“ (Две)                                                   | 2012 | —  | —  | —   | —  | —  | —   | 1,2,3                             |
| „Soleni dni“ (Солени дни)                                     | 2013 | 6  | —  | —   | —  | —  | —   | 1,2,3                             |
| „Za nas“ (За нас)                                             | 2013 | —  | —  | —   | —  | —  | —   | 1,2,3                             |
| „Shot" (Шот)                                                  | 2013 | —  | —  | —   | —  | —  | —   | 1,2,3                             |
| „If Love Was a Crime“                                         | 2016 | 1  | 72 | 129 | 73 | 47 | 200 | singl se neobjevil na žádném albu |
| „Sluhove“ (Слухове)                                           | 2016 | 18 | —  | —   | —  | —  | —   | Твоя                              |
| „Ošte“ (Още)                                                  | 2017 | 24 | —  | —   | —  | —  | —   | Твоя                              |
| „G-n President“ (Г-н Президент)                               | 2018 | 24 | —  | —   | —  | —  | —   | Твоя                              |
| „Tvoja“ (Твоя)                                                | 2018 | —  | —  | —   | —  | —  | —   | Твоя                              |
| „Perfect Love“                                                | 2018 | —  | —  | —   | —  | —  | —   | Твоя                              |
| „Geroite“ (Героите)                                           | 2019 | 36 | —  | —   | —  | —  | —   | Твоя                              |
| „How We End Up“                                               | 2020 | 1  | —  | —   | —  | —  | —   | Твоя                              |
| „Last Night“                                                  | 2021 | 1  | —  | —   | —  | —  | —   |                                   |
| „Nedej da praviš taka“ (Недей да правиш така)                 | 2023 | —  | —  | —   | —  | —  | —   |                                   |
| „Magical“                                                     | 2023 | —  | —  | —   | —  | —  | —   |                                   |
| "—" denotes a single that did not chart or were not released. |      |    |    |     |    |    |     |                                   |

### Spolupráce
| Název                                                                                          | Rok  | Album                             |
| ---------------------------------------------------------------------------------------------- | ---- | --------------------------------- |
| „Zaedno s tob“" (Заедно с теб) (Poli Genova, Divna, Bogomil Bonev a Orlin Pavlov)              | 2012 | singl se neobjevil na žádném albu |
| „Sega ili nikoga“ (Сега или никога) (Voice of Boys s účastí Poli Genova)                       | 2013 | singl se neobjevil na žádném albu |
| „Neka s teb“ (Нека с теб) (Dičo a Poli Genova)                                                 | 2014 | singl se neobjevil na žádném albu |
| „Štom si s men“ (Щом си с мен) (Viki Terzijska, Poli Genova, Vesi Boneva, Vasko Čergov a Dičo) | 2014 | singl se neobjevil na žádném albu |
| „Sluhove“ (Слухове) (Grafa a Poli Genova)                                                      | 2016 | Tvoja (Твоя)                      |
| „Intuicija“ (Интуиция) (Marija Ilieva a Poli Genova)                                           | 2020 | Tvoja (Твоя)                      |
| „Mellow“ (Nigrita a Poli Genova)                                                               | 2016 | Tvoja (Твоя)                      |
| „Jaffa“ (Barak Biton a Poli Genova)                                                            | 2016 | Tvoja (Твоя)                      |
| „Тръгни навреме“ (Tragni navreme) (Ljubo Kirov a Poli Genova)                                  | 2022 | LAST NIGHT                        |
| La Rumba (Rodrigo Ace a Poli Genova)                                                           | 2023 | LAST NIGHT                        |